# Juanninu Fadda
Juanninu Fadda, all'anagrafe Giovanni Antonio Fadda (Fordongianus, 1892 – 1981), è stato un poeta italiano.

## Biografia
Rappresentante di spicco della poesia estemporanea in lingua logudorese, esordì al di fuori dei confini del proprio paese nel settembre del 1919 a Sorgono, dove ebbe come collega Salvatore (Barore) Testoni di Bonorva. La sua ultima esibizione viene fatta risalire al 1971, a Fordongianus in occasione della festa di San Lussorio. Nella sua lunga esperienza calcò i palchi di gran parte dei paesi della Sardegna, arrivando a collezionare anche ottanta gare all'anno:
invitos acudian dae ogni ala
pro fintzas trinta dies a su mese...
Una località in cui egli si esibiva spesso è Arzachena. Proprio ad Arzachena venne assegnato, non si sa in quale anno, il primo premio ad una sua ottava, Sa natura:
In sa natura est sa menzus fortuna
chi dat progressu a su genere umanu.
Bos mirades su sole a su manzanu
e a de note sa placida luna;
istellas cantu b'at a una a una
isparsas in sos campos de Uranu
chi tramandan a terra sa lugura:
sunu totu bellesas de natura.
In quanto fordongianese,  Juanninu Fadda parlava una varietà di sardo che conteneva sia elementi settentrionali che meridionali, conosciuta oggi come Limba de mesania. Come lui anche il neonelese Tottoni Crobu(1913 - 2003), di cui ricorda l'esordio (avvenuto a Milis nell'aprile del 1938 proprio con Tziu Juanninu):
Tottoni Crobu umile e gentile
in su trintoto initziat su giogu...

## Poesie in suo onore
Qualche giorno dopo la sua morte, avvenuta il 5 settembre 1981, il poeta di Silanus Francesco Mura gli dedicò un sonetto:
Su pius betzu 'e sos poesianos
da sa vida terrena est isparidu.
In bratzos de sa morte s'est drommidu
cando cumpridu at noranta 'eranos.
Totacanta sa 'idda 'e Fordonzanos
de pannos lutuosos at bestidu
e in sa mia patria 'e Silanos
amigos e collegas l'an sentidu.
Sa genialidade chi teniat
subra sos palcos cun su risu in laras
fit de totu sos pòpulos s'ispassu.
Oe che cando in terra cantaiat
potat in Paradisu fagher garas
cun Tucone, cun Piras e cun Sassu.